# Aeonium arboreum
Aeonium arboreum ist eine Pflanzenart aus der Gattung Aeonium in der Familie der Dickblattgewächse (Crassulaceae). Sie ist auf den Kanarischen Inseln endemisch und ihre Sorten werden als Zierpflanzen verwendet.

## Beschreibung
Aeonium arboreum wächst als wenig verzweigter Halbstrauch und erreicht Wuchshöhen von bis zu 2 Meter. Die mehr oder weniger aufrechten oder aufsteigenden, glatten, nicht netzartig gemusterten Sprossachsen weisen einen Durchmesser von 1 bis 3 Zentimeter auf.
Ihre Laubblätter stehen in abgeflachten Rosetten mit Durchmessern von 10 bis 25 Zentimeter am Ende der Sprossachsen zusammen. Junge Laubblätter sind eng aneinandergepresst. Die verkehrt-eiförmige bis verkehrt-lanzettliche Blattspreite ist zu ihrer Spitze hin zugespitzt und an der Basis keilförmig. Sie ist 5 bis 15 Zentimeter lang, 1 bis 4,5 Zentimeter breit und 1,5 bis 3 Millimeter dick. Die grüne, meist purpurfarben panschierte, glänzende Blattoberfläche ist fast kahl. Der Blattrand ist mit gebogenen Wimpern besetzt.
Der kegelige bis eiförmige Blütenstand weist eine Länge von 10 bis 25 Zentimeter und einen Durchmesser von 10 bis 15 Zentimeter auf. Der Blütenstandsstiel ist 5 bis 20 Zentimeter lang. Die neun- bis elfzähligen Blüten sitzen an einem 2 bis 12 Millimeter langen, schwach flaumhaarigen Blütenstiel. Ihre Kelchblätter sind ebenfalls schwach flaumhaarig. Die gelben, schmal länglichen bis lanzettlichen, zugespitzten Kronblätter sind 5 bis 7 Millimeter lang und 1,5 bis 2 Millimeter breit. Die  Staubfäden sind kahl.
Die Blütezeit ist Januar bis Februar.
Die Chromosomenzahl beträgt bei Aeonium arboreum var. holochrysum 2n = 36.

## Systematik und Verbreitung

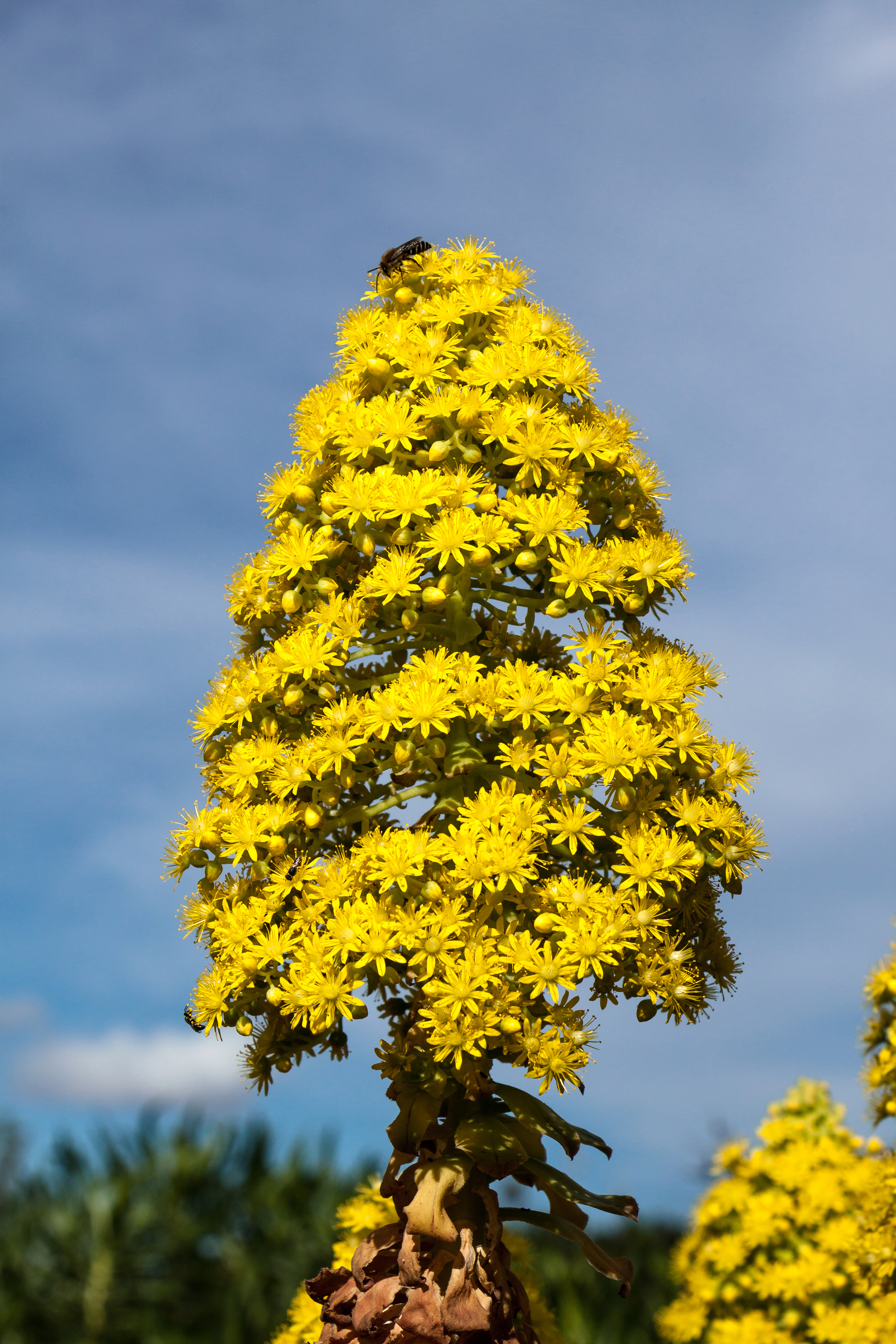
Blütenstand

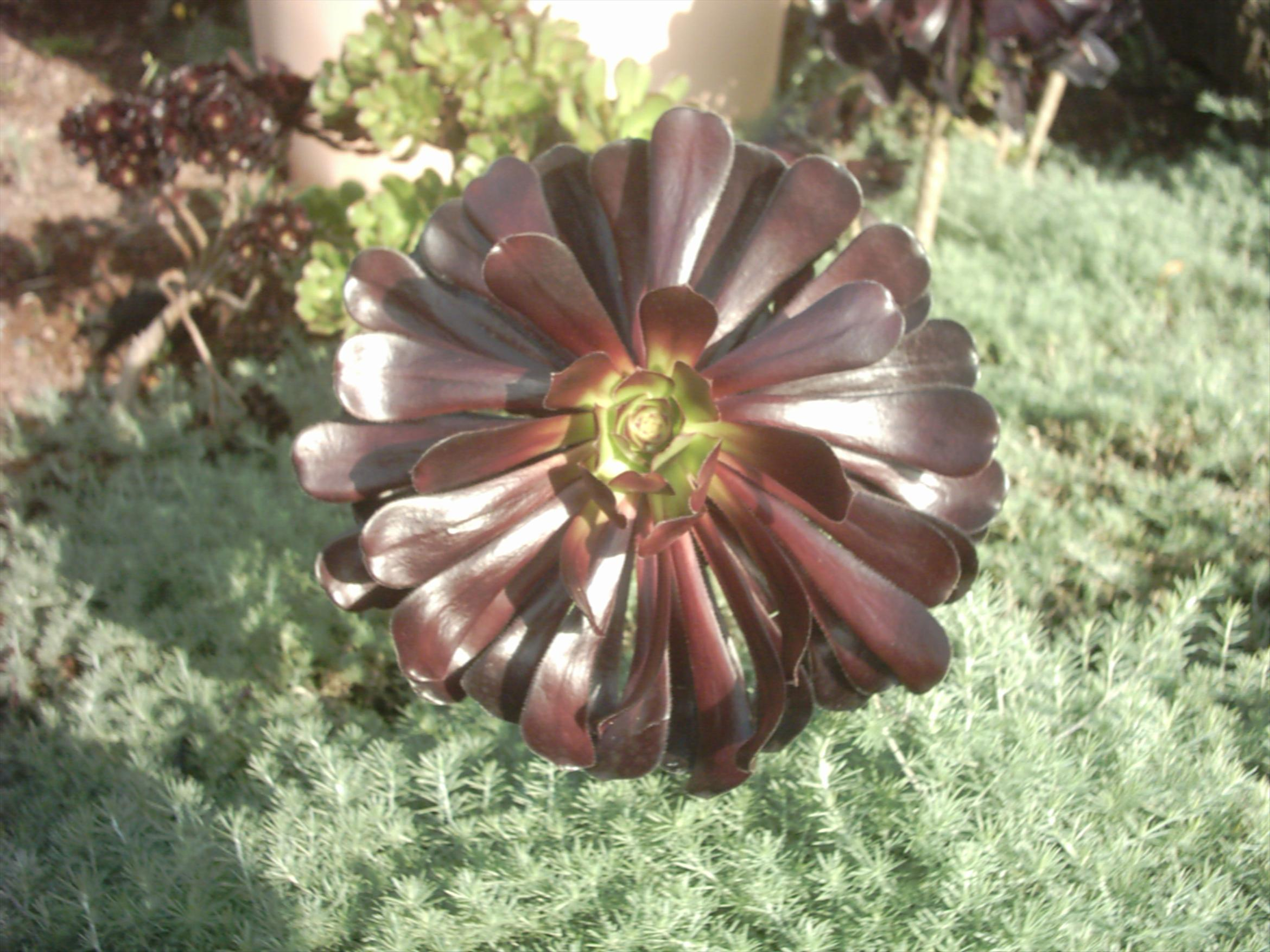
Aeonium arboreum ‘Atropurpureum’

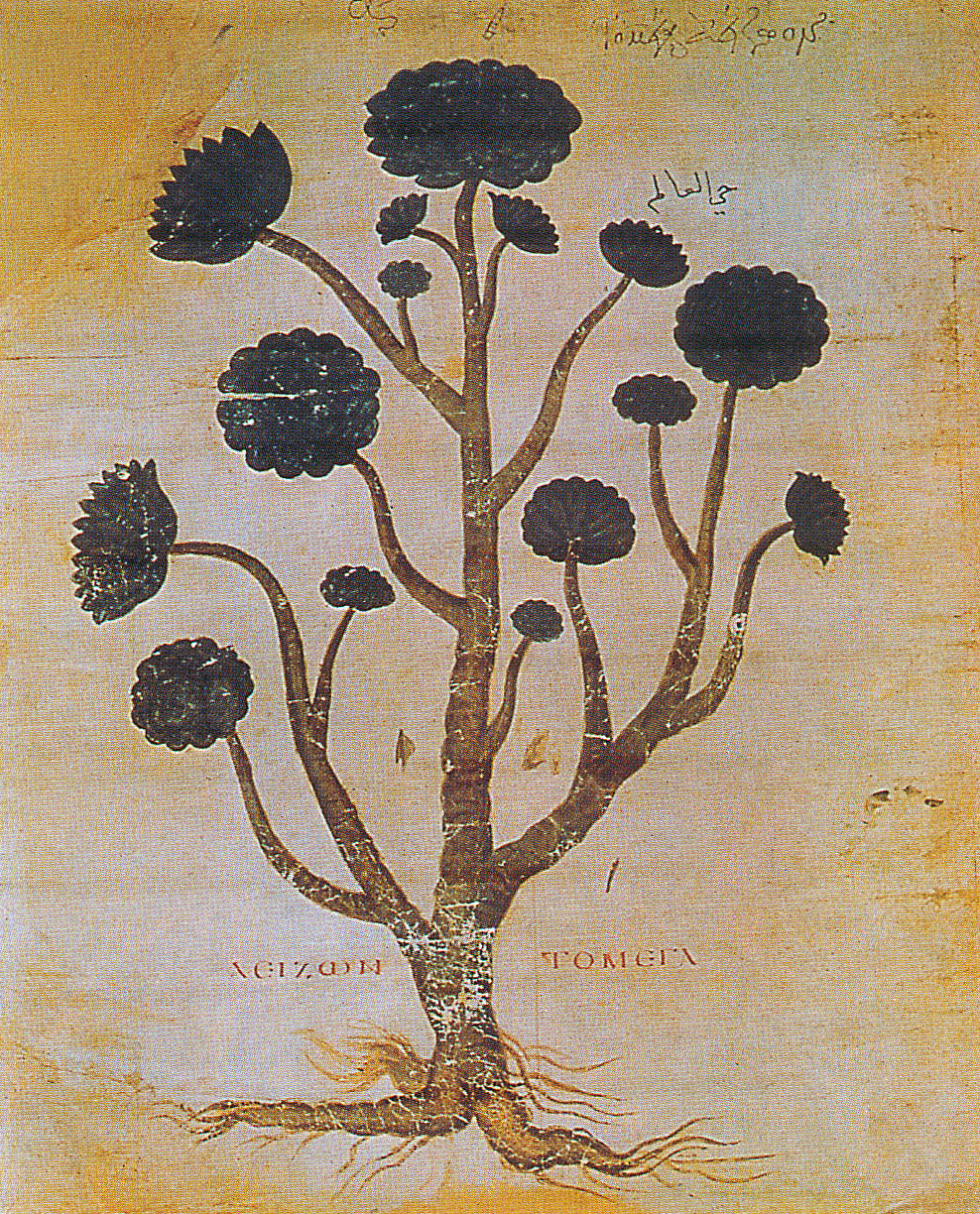
Abbildung des als ΑΕΙΖΩΝ ΤΟ ΜΕΓΑ (Aeizon to Mega) bezeichneten Aeonium arboreum im Wiener Dioskurides

Aeonium arboreum ist auf den Kanarischen Inseln in Höhenlagen zwischen 200 und 1500 Metern verbreitet. Im Mittelmeerraum kommt die Art als Neophyt vor.
Die Erstbeschreibung als Sempervivum arboreum erfolgte 1753 durch Carl von Linné in Species Plantarum. Philip Barker Webb und Sabin Berthelot stellten die Art 1840 in die von ihnen neu aufgestellte Gattung Aeonium.
Es werden folgende Varietäten unterschieden:
- Aeonium arboreum var. arboreum, Norden und Zentrum von Gran Canaria[5]
- Aeonium arboreum var. holochrysum H.Y.Liu: Der Blütenstand ist ei- oder kegelförmig und 7 bis 30 Zentimeter lang. Der Blütenstiel ist fast kahl, die Kelchblätter kahl und die Kronblätter gelb. Vorkommen Teneriffa, El Hierro und La Palma[6]
- Aeonium arboreum var. rubrolineatum (Svent.) H.Y.Liu: Der Blütenstand ist halbkugel- bis eiförmig und 8 bis 15 Zentimeter lang. Der Blütenstiel ist fast kahl, die Kelchblätter kahl und die Kronblätter ziemlich blassgelb und meist rötlich gestreift. Vorkommen Süden und Westen von La Gomera[7]

Auch einige natürliche Hybriden kommen vor, zum Beispiel zwischen Aeonium arboreum var. rubrolineatum und Aeonium spathulatum auf La Gomera
Es sind zahlreiche Cultivare bekannt, beispielsweise:
- Aeonium arboreum 'Zwartkop'
- Aeonium arboreum f. foliis purpureis
- Aeonium arboreum f. foliis variegatis
- Aeonium arboreum var. albivariegatum
- Aeonium arboreum var. atropurpureum
- Aeonium arboreum var. luteovariegatum
- Aeonium arboreum var. variegatum

## Nachweise